# Eikenzakspin
De eikenzakspin (Clubiona brevipes) is een spinnensoort in de taxonomische indeling van de struikzakspinnen (Clubionidae).
Het dier komt uit het geslacht Clubiona. Clubiona brevipes werd in 1841 beschreven door John Blackwall.